# Almira (Händel)
{{Infotaula arts escèniquesAlmira, reina de Castella (títol complet en alemany: Der in Krohnen erlangte Glücks-Wechsel, oder: Almira, Königin von Castilien, HWV 1) és una òpera amb música de Georg Friedrich Händel i llibret en alemany de Friedrich Christian Feustking. Es va estrenar el 8 de gener de 1705 en el Theater am Gänsemarkt d'Hamburg. Es tracta de la primera òpera composta per Händel.

## Història
Händel va arribar a la ciutat Hamburg en l'estiu de 1703 i va tocar el violí en el teatre del Gänsemarkt, el mercat local, per més endavant tocar també el clau en l'orquestra. La seva primera òpera (anunciada com un Singspiel encara que no té diàleg parlat) va ser estrenada el 8 de gener de 1705 sota la direcció de Reinhard Keiser, per la qual cosa se suposa que va ser composta durant els últims mesos de 1704.
El llibret original en italià va ser escrit per Giulio Pancieri a Venècia en 1691. Giuseppe Boninventi ho va usar en la seva òpera en aquella època. La traducció usada per Händel va ser realitzada per Christian Feustking i mentre la majoria de les parts recitades i de les àries són cantades en alemany, algunes es van mantenir sense traduir.
Almira va ser un èxit rotund. L'òpera va ser representada un total de vint vegades fins que va ser substituïda per la següent òpera de Händel, Nero, la música de la qual no ha arribat als nostres dies.
La primera representació moderna de Almira va tenir lloc el 23 de febrer de 1985, en Leipzig, Städtische Oper. També es va representar durant el "Halleschen Händelfestpiele" (un festival dedicat a Handel) el 4 de juny de 1994 en Bad Lauchstädt, una població alemanya. Aquesta òpera rares vegades es representa en l'actualitat; en les estadístiques de Operabase no apareix entre les òperes representades .

## Personatges
| Personatge                  | Tesitura | Repartiment de l'estrena, 8 de gener de 1705(Director: -) |
| --------------------------- | -------- | --------------------------------------------------------- |
| Almira, reina de Castella   | soprano  | Conradin                                                  |
| Edilia, princesa            | soprano  | Barbara Keiser                                            |
| Consalvo, guardià de Almira | baix     | Gottfried Grünewald                                       |
| Osman, fill de Consalvo     | tenor    | Johann Konrad Dreyer                                      |
| Fernando, un orfe           | tenor    | Johann Mattheson                                          |
| Raymondo, rei de Mauritània | baix     | Gottfried Grünewald                                       |
| Bellante, princesa d'Aranda | soprano  | Rischmüller                                               |
| Tabarco                     | tenor    | Christoph Rauch                                           |

Almira és una excepció entre les òperes de Händel, car destaca que tots els personatges masculins siguin interpretats per homes i no hi hagi cap personatge travestit.

## Arranjaments
En 1732 la peça es va interpretar una vegada més en una versió editada per Georg Philipp Telemann.
En 1879 Franz Liszt va compondre una transcripció de la zarabanda i xacona de l'acte inicial d'aquesta òpera per al seu estudiant de piano anglès Walter Bache. Assenyalada pels crítics com una de les més sorprenents de les paràfrasis tardanes de Liszt així com la seva única adaptació d'una peça barroca del seu període tardà, aquesta obra es diu que anticipa les versions trigo-romàntiques de Bach realitzades per Ferruccio Busoni. L'estudiós australià de Liszt i pianista Leslie Howard ha gravat aquesta obra com a part de la sèrie completa de les obres de Liszt per Hyperion Records.

## Enregistraments
- 1994: Andrew Lawrence-King (director); Fiori musicali; Ann Monoyios (Almira), Kinda Gerrard (Bellante), David Thomas (Consalvo), Patricia Rosario (Edilia), James MacDougall (Fernando), Douglas Nasrawi (Osman), Olaf Haye (Raymondo), Christian Elsner (Tabarco). Enregistrament d'estudi amb recitativos en alemany i àries en italià (CPO 999275)